# Ponte Pevčeskij
Il ponte Pevčeskij (in russo Пе́вческий мост?; lett. "Ponte dei cantanti"), noto anche come Ponte dei coristi o Ponte Giallo (in russo Жёлтый мост?, Zholtyi most), è un ponte a campata unica sul fiume Mojka a San Pietroburgo. Il ponte fa parte della Piazza del Palazzo. La lunghezza del ponte è di 21 metri e la larghezza di 72. È il terzo ponte più largo di San Pietroburgo, dopo il Ponte Blu e il ponte Kazansky. Prima della Rivoluzione di febbraio, il termine "Ponte dei coristi" era un'abbreviazione per indicare il ministero degli Esteri zarista, proprio come il ministero degli Esteri francese è noto come Quai d'Orsay.

## Storia
Il primo ponte in legno sul sito venne progettato dall'architetto francese August de Montferrand e fu inaugurato nel 1834. I primi pedoni ad attraversare il ponte furono le truppe in marcia verso la parata che celebrava l'inaugurazione della Colonna di Alessandro (anch'essa progettata da Montferrand). Il ponte prese il nome di Giallo dal colore delle ringhiere e, secondo la tradizione della codifica a colori, dei ponti che attraversavano il fiume Mojka (esistevano già il Ponte Blu, il Ponte Verde e il Ponte Rosso).

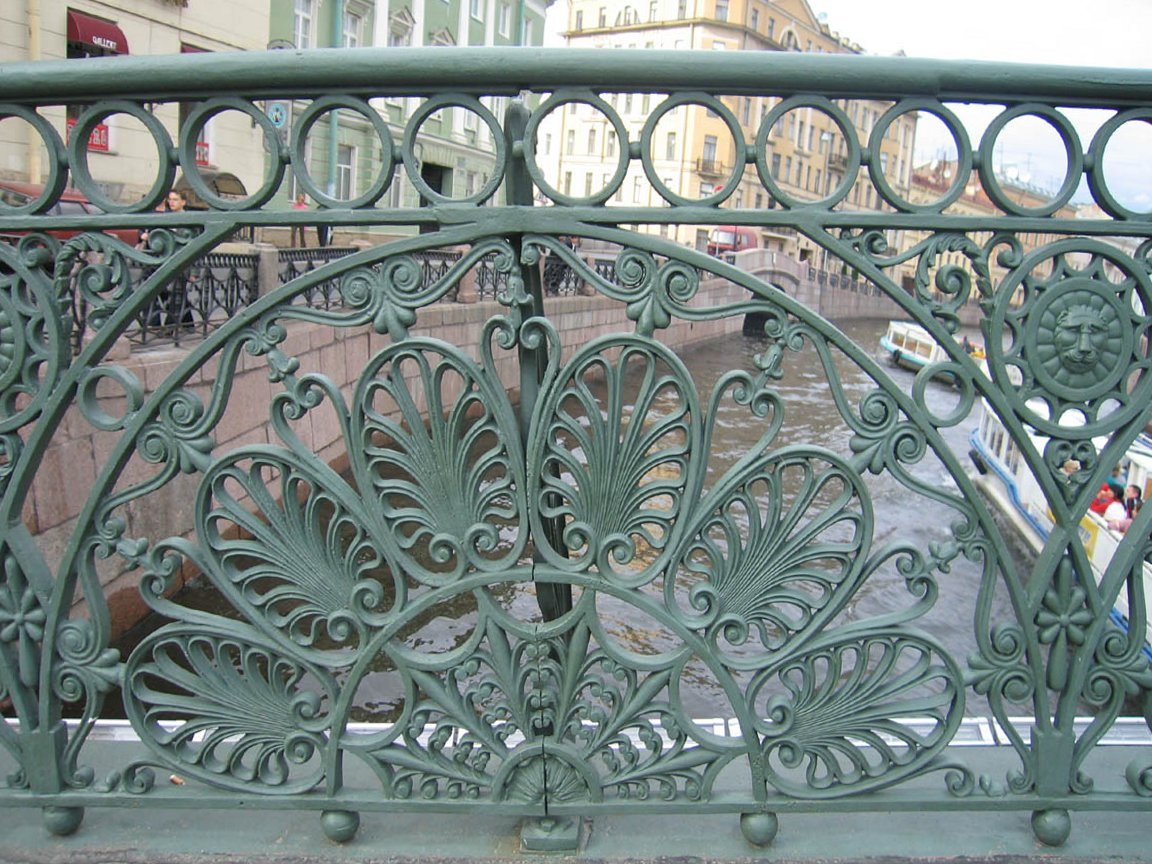
Particolare delle ringhiere

Nel 1837, Georg von Cancrin, un ministro delle finanze imperiale, propose di sostituire il ponte di legno con una struttura in ghisa molto più ampia. Secondo la leggenda, lo stesso imperatore Nicola I scelse il luogo per il ponte. Dall'altra parte del fiume rispetto al Palazzo d'Inverno si trovava la casa del conte Jurij Aleksandrovič Golovkin. Una volta Golovkin aveva tanta fretta di incontrare l'Imperatore, che scese dalla barca cadendo nel Mojka e quasi annegò. Pertanto, Nicola disse a Golvkin di aver posizionato specificamente il ponte vicino a casa sua, in modo da non ripetere l'incidente.
Il nuovo ponte venne progettato dagli architetti Vasilij Petrovič Stasov, Domenico Adamini e dall'ingegnere E.A. Adam e fu inaugurato il 24 ottobre 1840. Il primo utilizzatore del ponte fu lo stesso Nicola I, che solennemente attraversò il nuovo ponte nella sua carrozza trainata da cavalli. La decorazione principale del ponte è costituita dalle bellissime ringhiere in ghisa, con numerosi fronzoli, i principali elementi ripetitivi sono palmette a ventaglio.
Successivamente, il ponte prese il nome di Pevčeskij (letteralmente "ponte dei cantanti"), perché la Cappella accademica statale di San Pietroburgo era ospitata nelle vicinanze. Nel 1937 le pietre del selciato rosa del ponte furono sostituite da bitume. Nel 2004, le società Lenmoststroy e Intarsiya hanno intrapreso lavori di restauro del ponte.